# Trasferimento (lavoro)
Il trasferimento, nel diritto del lavoro italiano, può indicare sia la modifica del luogo in cui il prestatore di lavoro opera abitualmente (trasferimento da un'unità produttiva a un'altra, Art. 2103 del Codice Civile), sia il trasferimento di proprietà dell'azienda o di una sua parte (Art. 2112 del Codice Civile).
Le modifiche all'art. 2103 c.c. apportate dal Jobs Act non incidono sulla disciplina del trasferimento.

## Trasferimento di sede
Il trasferimento del lavoratore è disciplinato, per tutti i livelli di inquadramento e contratti nazionali, dall'Art. 13 dello Statuto dei Lavoratori, che riprende integralmente l'ultima parte dell'Art. 2103 del Codice Civile.
Il trasferimento del lavoratore da un'unità produttiva all'altra è vincolato a comprovate esigenze tecniche, produttive e organizzative (art. 2103 c.c.).
La disposizione è "rafforzata" nello stesso articolo 2103, come novellato dal Jobs Act:

(Legge n. 81/2015, art. 3)
Per "unità produttiva" si intende "ogni articolazione autonoma dell'impresa, avente sotto il profilo funzionale e finalistico idoneità a esplicare, in tutto o in parte, l'attività di produzione di beni o servizi dell'impresa medesima, della quale costituisce elemento organizzativo, restando invece esclusi quegli organismi minori che, se pur dotati di una certa autonomia, siano destinati a scopi meramente strumentali rispetto ai fini produttivi dell'impresa". Mentre le comprovate "esigenze tecniche, produttive e organizzative" sono di volta in volta individuate dalla giurisprudenza con una valutazione fattuale circa l'esistenza di un ragionevole motivo aziendale, a titolo di esempio: "... riorganizzazione aziendale finalizzata a una più economica gestione (nella specie, la perdita di una gara d'appalto e il conseguente smobilizzo del cantiere)...".
Il trasferimento non richiede il consenso del lavoratore, ma è impugnabile se non sussistono queste condizioni. Il giudice ordinario può dichiarare il trasferimento illegittimo se questo reca disagi personali o familiari, oppure avvenga tra unità produttive autonome.
Il trasferimento può essere comunicato a voce, non è obbligatoria la forma scritta per l'atto di trasferimento, salvo che il contratto collettivo non prescriva la forma scritta. È invece obbligatoria la forma scritta per le motivazioni del trasferimento, se il lavoratore le richiede. Il lavoratore ha 15 giorni di tempo per chiedere le motivazioni. Il datore deve fornire le motivazioni in forma scritta entro 7 giorni dalla richiesta del lavoratore, a pena di inefficacia del trasferimento. Il lavoratore può impugnare le motivazioni del trasferimento ricorrendo al giudice del lavoro o tramite arbitrato, e ottenere una sospensiva di urgenza in pendenza di giudizio.
Con la sospensiva, il lavoratore ha diritto a continuare la prestazione lavorativa nell'attuale sede di lavoro, e ha diritto alla retribuzione per tutto il tempo in cui, rifiutando il trasferimento, sia rimasto a disposizione del datore di lavoro senza essere riammesso in servizio presso la sede originaria, anche se il successivo giudizio del lavoro conferma la legittimità del trasferimento e del licenziamento a seguito di rifiuto del lavoratore.
La legge non prevede un periodo minimo di preavviso per tutti i lavoratori, né le indennità da corrispondere in caso di trasferimento di sede. Indennità ed eventuale preavviso sono disciplinati nei Contratti Collettivi di categoria. I trattamenti variano molto da una categoria all'altra di lavoratori.
Tali informazioni non sono specificate negli articoli citati, e la giurisprudenza ha comunque trovato altri riferimenti nelle medesime fonti, Statuto dei Lavoratori e Codice Civile.
Da notare che al lavoratore deve essere consegnata entro 30 giorni le nuove condizioni contrattuali di modifica delle precedenti ai sensi del D. Lgs. n. 152/1997, art. 1 e 4, a pena di sanzione pari da 255 € a 1290 €. La definizione di motivazioni tecniche, organizzative o produttive, previste dalla legge e necessarie a legittimare un trasferimento, è talmente ampia e generica da rendere oggettivamente in sé difficile dimostrarne l'inconsistenza.
Il trasferimento non può essere punitivo, a pena di nullità, secondo quanto previsto dall'art. 18 dello Statuto dei Lavoratori, per il quale Le uniche sanzioni disciplinari ammissibili nei confronti di un lavoratore sono la sospensione, multa o licenziamento.

In nessun caso, il trasferimento di sede può sostituirsi a una di queste. L'onere della prova in merito al carattere non esclusivamente tecnico, produttivo o organizzativo delle motivazioni del trasferimento, spetta al lavoratore, e il giudice può sindacare nel merito se il trasferimento sia in particolare una reazione avverso lavoratori che praticano attività sindacale o che hanno avuto precedenti contenziosi con il datore o responsabili di funzione, tramite i cosiddetti reparti di confino. Nel primo caso, si configura il reato di condotta antisindacale.
Il giudice del lavoro può stabilire un incremento retributivo quale equo indennizzo di uno o ripetuti trasferimenti di sede, specialmente se questi si sono in effetti concentrati su una determinata minoranza dei dipendenti, e se a questi non sia corrisposta una progressione di carriera o di responsabilità, sebbene previsti come obbligo a pena di recesso nel contratto collettivo eindividuale di lavoro.
In sede civile, il dipendente può ottenere il risarcimento del danno morale ed esistenziale per le conseguenze soggettive ed extralavorative, derivanti dalla frequenza e distanza dei trasferimenti (quali conseguenze personali sul piano psichico, nella vita di relazione, nell'unità del nucleo famigliare, per mancata assistenza a parenti malati).

### Non-sindacabilità della decisione
Sulla base del principio costituzionale della libertà di iniziativa economica (Cost., art. 41) risultano, inoltre, insindacabili sia la scelta imprenditoriale tra più soluzioni organizzative ragionevoli, sia quella del lavoratore da trasferire (Cass., 9/6/1993, n. 6408). Il giudice ha il potere di valutare tutte le ragioni che motivano il trasferimento, per cui non esiste nessun principio di non-sindacabilità dell'organizzazione aziendale.
Il giudice deve accertare se tale potere del datore è stato esercitato o meno in relazione alle esigenze oggettive dell'impresa, può valutare l'organizzazione aziendale nel suo complesso, e della vecchia e nuova sede di lavoro, per accertare se la nuova posizione non sia superflua, o non sia tale per un limitato periodo di tempo in cui il trasferito dovrebbe coprire un temporaneo aumento di attività.
Se il trasferimento è motivato dal datore con riferimento a situazioni soggettive del trasferito, il giudice deve valutare se queste motivazioni sono elaborate con un criterio obbiettivo (Cass., 15/10/1992, n. 11339). Esempi di queste motivazioni soggettive inerenti al trasferito sono il riferimento a una situazione extralavorativa, oppure all'incompatibilità creatasi tra un dipendente e i suoi colleghi che si rifletta sul normale svolgimento dell'attività lavorativa.
In sede di contrattazione collettiva può essere concordato che questa valutazione e la decisione dei trasferimenti, anche individuali, debbano avvenire previo accordo con il sindacato.

### Rifiuto del lavoratore
Il rifiuto del lavoratore può integrare gli estremi di un giustificato motivo soggettivo di licenziamento (Cass., 29/8/1979, n. 4713). Il rifiuto è valido se il trasferimento è dichiarato illegittimo dal giudice: e cioè a un posto di lavoro in cui la posizione è superflua; quando c'è un temporaneo aumento di attività; o quando dal trasferimento può derivare al lavoratore un grave disagio (Pret. Milano 23/5/1979).

## Trasferimento di lavoratore con invalidi a carico
La legge n. 104 del 1992 assegna priorità di trasferimento ai lavoratori che dimostrino di assistere anziani o infermi, con grado di parentela fino al settimo grado oppure, anche non parenti, in qualità di tutore legale. La coabitazione, ossia condivisione del domicilio, non è più un requisito necessario. Il trasferimento deve essere compatibile con le esigenze aziendali, vacanza di un posto. Dopo la sua concessione, il lavoratore non può essere nuovamente trasferito a sede di lavoro diversa, senza suo esplicito consenso.